# Galerija Staneta Jarma
Galerija Staneta Jarma se nahaja v Osilnici v rojstni hiši akademskega kiparja Staneta Jarma. Odprta je bila jeseni 2001 ob kiparjevem 70. rojstnem dnevu.
V galeriji je na ogled okoli sto njegovih del, predvsem kipov, pa tudi nekaj slik. Razstava je prodajna.